# Вериге
Вериге (такође: ланац, синџир) су металне или од другог материјала начињене карике, тј. алке међусобно повезане у низу.

## Намена
- Вериге су висиле изнад огњишта. О њих се качила посуда, обично котлић, у ком се кувала храна.
- Вериге су служиле за везивање и вођење домаћих животиња, лађа, итд.[1]
- Вериге je назив за најужи део залива у Боки которској. Теснац на споју Тиватског са Рисанским и Которским заливом ширине око 300 m.[2] Назив Вериге је добио за време владавине краља Лајоша, који је 1381. године мореуз запречио ланцима (веригама) како би онемогућио продор венецијанским галијама у Которски залив и напад на град Котор, који је био под мађарским протекторатом.[1][3]

## Као симбол
Вериге су грађене од међусобно повезаних карика у непрекинутом чврстом низу. Симболизују повезаност јединки, јединство, снагу, заједништво, али и ону снагу којом се лишава слобода.

## У обичајима
Човјекова архетипска потреба за заједништвом је учинила да вериге постану значајно присутне у народним обичајима.
На Бадње вече о вериге које висе изнад ватре забада се бадњак, а на Св. Игњата најприје домаћица, затим полаженик и најзад свако страно лице које уђе у кућу забада у вериге шљивову гранчицу. На Божић, пред ручак, био је обичај да се сваки укућанин ухвати за вериге и прекорачи ватру у огњишту.
Уочи Св. Мрате, источни Срби клали су црног пијетла на кућном прагу, чију би главу са мало перја вјешали о вериге. Обичај представља жртву веригама, као фетишу домаћег божанства. Жртва веригама се подносила да вуци не би поклали стоку.
Вериге су и атрибут Св. Саве, а ушле су као празник и у црквени календар као Часне вериге апостола Петра.
Цркве и њихове звонаре биле су повезане веригама. Људи су се на њима заклињали.
Вериге су нашле мјеста и у магији. На њих се преноси болест да би сагорјела. У Црној Гори су на умрлог стављали скинуте вериге са огњишта. По народном вјеровању, некада су вериге висиле о небу и људи су се држећи се за њих заклињали. Ако би се заклео кривоклетник, вериге би га повукле са собом на небо.
Вук Стефановић Караџић је забележио следеће веровање: „У Грбљу кажу да вериге не ваља оставити да се љуљају када се котао скине с њих, јер веле да су лађе на мору за ово вријеме у муци и невољи док се вериге љуљају.“